# Сервилий Цепион (брат Катона Утического)
Серви́лий Цепио́н (носил преномен «Квинт» или «Гней») (лат. (Quintus/Gnaeus) Servilius Caepiō; родился, предположительно, в 98 году до н. э., Рим, Римская республика — умер в 67 году до н. э., Энос, Фракия) — римский политический деятель из патрицианского рода Сервилиев Цепионов, предполагаемый квестор в 67 году до н. э. Брат Марка Порция Катона.

## Происхождение
Сервилий Цепион принадлежал к древнему патрицианскому роду, одному из шести родов, происходивших из Альба-Лонги. Первый носитель когномена «Цепион» (Caepio) получил консульство в 253 году до н. э., и в дальнейшем представители этой ветви рода регулярно занимали высшие магистратуры. Отец Цепиона-квестора прошёл карьеру до претуры (она предположительно датируется 91 годом до н. э.); дед был консулом в 106 году до н. э. и известен, в первую очередь, как виновник поражения при Араузионе в 105 году; прадед, консул 140 года, организовал убийство Вириата в Испании.
По матери Цепион происходил от знатного и богатого плебейского рода Ливиев. Его дедом был Марк Ливий Друз, консул 112 и цензор 109 годов до н. э., коллега и оппонент Гая Семпрония Гракха; среди более отдалённых предков были патриции Корнелии и Эмилии.

## Биография
Скудная информация о Цепионе сохранилась только в плутарховой биографии Катона Младшего. Цепион появился на свет, предположительно, в 98 году до н. э. и стал младшим из двух или трёх детей (после Сервилии Старшей и, возможно, Сервилии Младшей) своих родителей, которые вскоре после его рождения развелись. Ливия вышла замуж во второй раз, за Марка Порция Катона Салониана Младшего (в 97 или 96 году до н. э.). У Цепиона появились единоутробная сестра Порция и единоутробный брат Марк Порций Катон (после смерти известный как Катон Утический). С последним Цепиона связывали особенно близкие отношения. Плутарх рассказывает, что, когда маленького Катона спросили однажды, кого он больше всех любит, он ответил: «Брата». «„А потом?“ — „Брата“, — ответил он снова. То же повторилось и в третий раз, и в четвёртый и так до тех пор, пока спрашивающий не отступился». Эта любовь стала только крепче, когда братья повзрослели; Катон «никогда не обедал без Цепиона, никуда не ездил без него и даже не ходил на форум».
Между 95 и 91 годами до н. э. умер отчим Цепиона, а около 92 года умерла и его мать. С этого момента дети жили в доме дяди, Марка Ливия Друза. Плутарх рассказывает, что в этом доме однажды гостил предводитель марсов Квинт Попедий Силон, который попросил юных племянников хозяина помочь ему в хлопотах о гражданстве для своего племени. Цепион, «улыбнувшись, согласился». Осенью 91 года до н. э. Друз погиб от рук убийцы, причём многие римляне были уверены, что заказчиком преступления стал Цепион-отец.
В 72 году до н. э., во время Спартаковой войны, Цепион был военным трибуном в армии консула Луция Геллия Публиколы. Известно, что Катон вступил в эту армию добровольцем, чтобы быть рядом с братом. Человек по имени Цепион, согласно Луцию Аннею Флору, в 67 году до н. э., во время войны с пиратами, был легатом под началом Гнея Помпея «Великого» и возглавлял флот в Азиатском море, но кто именно это был, неясно. Во всяком случае, брат Катона в 67 году отправился в Азию; предположительно, он был тогда квестором. В пути Цепион заболел, а в городе Энос во Фракии слёг и вскоре скончался.
Катон, поспешивший в Энос, как только узнал о болезни брата, не застал его живым и, по словам Плутарха, «перенёс эту потерю более тяжело, чем полагалось философу». На площади в Эносе он поставил памятник из тёсаного фасосского мрамора, стоивший ему восемь талантов. Многие цари и города Востока почтили покойного дарами, но Катон принял только украшения и благовония (их Цепион очень любил), а остальное отослал обратно. Наследниками Цепиона стали брат и маленькая дочь.

## В историографии
Предметом научной дискуссии стали важные подробности биографии Цепиона, тесно связанные с генеалогией поздних Сервилиев в целом. В частности, неясно, какой преномен носил этот нобиль (источники называют только когномен), как следует идентифицировать его дочь и кто именно стал приёмным отцом Цепиона Брута — Марка Юния Брута, сына Сервилии Старшей. Фридрих Мюнцер предположил, что именно Цепион-квестор усыновил Брута, своего родного племянника. Из источников следует, что усыновление произошло в 59 году или незадолго до этого, но, согласно гипотезе Мюнцера, семья могла оформить фиктивное усыновление уже после смерти гипотетического приёмного отца. Противники этой версии обращают внимание на отсутствие прецедентов такого усыновления. По мнению И. Гайгера, Брута мог усыновить гипотетический старший единокровный брат Цепиона — сын претора 91 года до н. э. от первого брака, предшествовавшего браку с Ливией. В этом случае Цепион-квестор должен был носить преномен Гней; если же он был старшим сыном своего отца, то его должны были назвать Квинтом.
Другая проблема связана с Сервилией Младшей, женой Луция Лициния Лукулла. Плутарх несколько раз называет её сестрой Катона (таким образом, она должна считаться полнородной сестрой Цепиона), но не включает её в свой перечень детей Ливии в начале катоновой биографии. К тому же из трактата Марка Туллия Цицерона «О пределах блага и зла» следует, что отец Сервилии назначил автора опекуном своей дочери. Между тем муж Ливии погиб в 90 году до н. э., когда Цицерон был никому не известным арпинским всадником шестнадцати лет от роду. Одни исследователи полагают, что Плутарх и Цицерон просто ошиблись (первый пропустил имя, второй хотел написать «дядя», а не «дед»); другие делают вывод, что Сервилия Младшая и была той дочерью Цепиона-квестора, которую Плутарх упоминает как наследницу отца. В этом случае Цепион женился не позже 80 года до н. э., его дочь вышла замуж в середине 60-х годов, а Марк Лициний Лукулл приходился Цепиону внуком, а не племянником.
Существует ещё альтернативная версия происхождения Цепиона. К. Цихориус предположил, что этот нобиль по крови был сыном Ливии от второго брака, с Катоном Салонианом, и что впоследствии его усыновил первый муж его матери; И. Гейгер назвал это «фантазиями».